# NGC 4925
NGC 4925 ist eine 13,1 mag helle Linsenförmige Galaxie vom Hubble-Typ S0 im Sternbild der Jungfrau, die etwa 151 Millionen Lichtjahre von der Milchstraße entfernt ist. Sie wurde am 23. März 1789 von Wilhelm Herschel mit einem 18,7-Zoll-Spiegelteleskop entdeckt, der sie dabei mit „F, S“ beschrieb.